# Атизий
Атизий — персидский сатрап Великой Фригии в IV веке до н. э.

## Биография

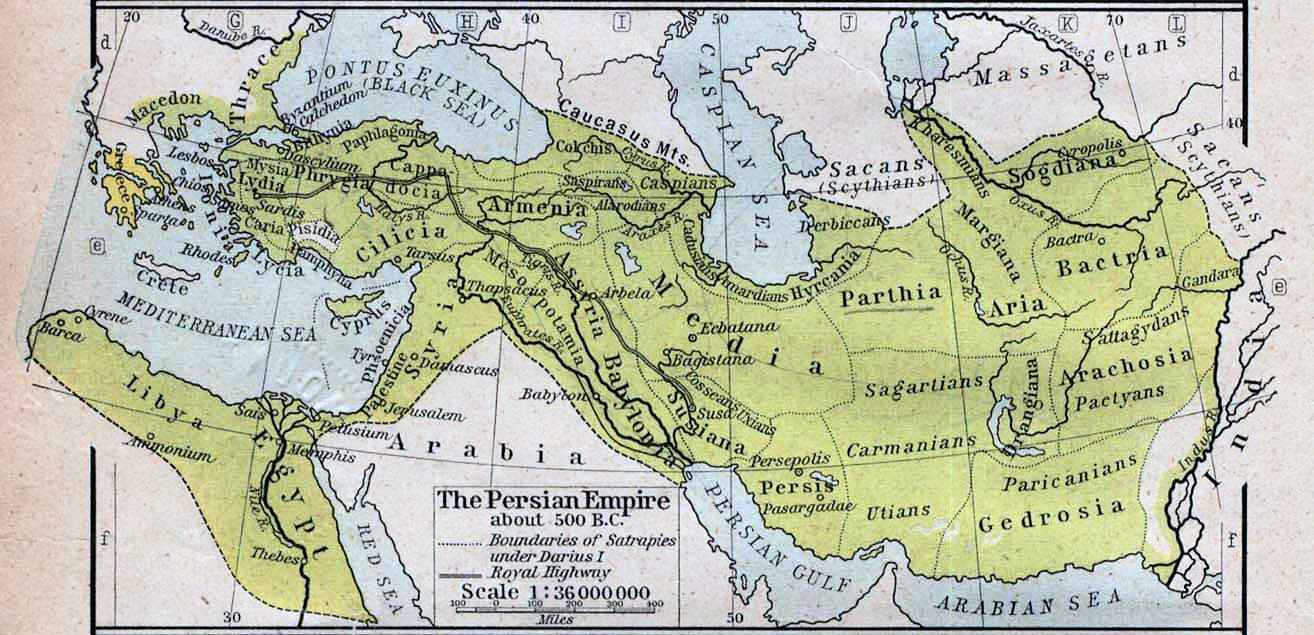
Карта деления империи Ахеменидов на сатрапии. Фригия расположена в центре Малой Азии

При Ахеменидах Атизий занимал пост сатрапа Великой Фригии.
Когда Александр Великий начал восточный поход и переправился со своей армией через Геллеспонт, персидские наместники малоазийских провинций со всеми имеющимися силами собрались на совет у города Зелея для обсуждения стратегии сопротивления. Хотя античные историки и не упоминают имя Атизия среди участников совета, но, согласно прямому сообщению Арриана, правитель Великой Фригии командовал отрядом конницы в битве при Гранике, состоявшейся в мае 334 года до н. э. Сообщение Диодора Сицилийского о том, что в сражении «много славных персидских военачальников пало …; славнейшими из них были Атизий, …», ошибочно.
После разгрома сил коалиции малоазийских сатрапов Атизий бежал к себе в провинцию. При приближении войск Александра в следующем 333 году до н. э. Атизий оставил тысячу карийцев и сотню греческих наёмников для охраны своей столицы Келены, после чего отправился к армии Дария III. Защитники города предложили Александру сдать Келены если в течение 60 дней к ним не придёт помощь. Македонский царь согласился на это предложение, так как осада и штурм города могли потребовать многих сил и времени. Новым сатрапом Фригии Александр назначил Антигона.
В битве при Иссе, произошедшей в ноябре 333 года до н. э., участвовал отряд, который привёл Атизий. Сам военачальник находился при царе Дарии III. В разгар сражения Александр Македонский вместе с отрядом приближённых после упорного продвижения через ряды противников оказался в непосредственной близости от Дария. Того защищали самые знатные персы, среди которых был и наместник Фригии. В последующем столкновении Атизий был убит. Как писал Курций Руф, «вокруг колесницы Дария лежали его самые славные полководцы, почетно погибшие на глазах своего царя, все они лежали ничком, так как пали, сражаясь и получив раны в грудь». Сам же царь персов оставил поле боя.

## В литературе
Атизий упомянут в исторических художественных произведениях об Александре Македонском повести «В глуби веков» Л. Ф. Воронковой, романе «Дорогами илархов» С. Шаповалова.